# J.T. Snow
Jack Thomas Snow Jr. (ur. 26 lutego 1968) – amerykański baseballista, który występował na pozycji pierwszobazowego.
Snow studiował na University of Arizona, gdzie w latach 1987–1989 grał w drużynie uniwersyteckiej Arizona Wildcats. W 1989 został wybrany w piątej rundzie draftu przez New York Yankees. Następnie grał w California Angels, San Francisco Giants, Boston Red Sox. Karierę zakończył w 2008 występując w jednym meczu w zespole San Francisco Giants. Sześciokrotny zdobywca Złotej Rękawicy.
W 2009 został uhonorowany członkostwem w The University of Arizona Sports Hall of Fame.
| Nagroda/wyróżnienie | Lata                               | Źródło |
| 6× Gold Glove Award | 1995, 1996, 1997, 1998, 1999, 2000 | [ 2 ]  |